# ヤリキレナイ川

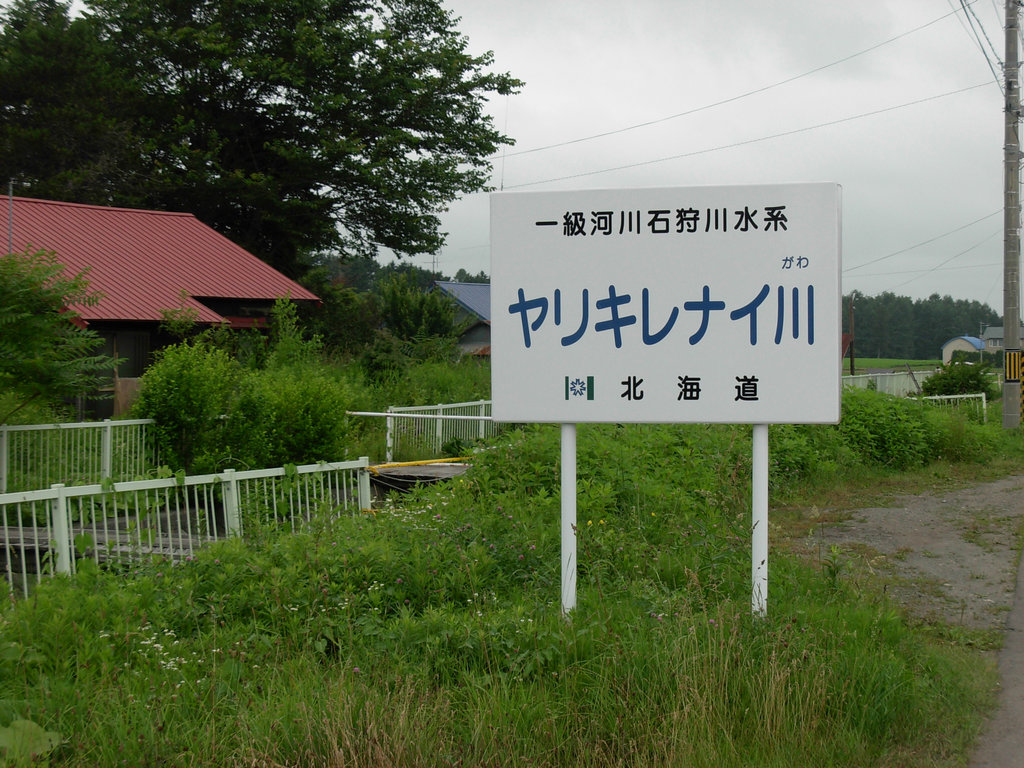
ヤリキレナイ川の案内表示

ヤリキレナイ川（ヤリキレナイがわ）は、北海道夕張郡由仁町を流れる石狩川水系夕張川支流の一級河川で、北海道道694号北長沼由仁線沿いを流れる。全長は約5km。

## 概要
アイヌ語で「魚の住まない川」を意味する「ヤンケ・ナイ」、または「片割れの川」を意味する「イヤル・キナイ」と言われている。19世紀後期から20世紀初期に、たびたび氾濫した河川を和人が通称名として「ヤリキレナイ川」と呼び始めた。本格的な正式名称となったのは20世紀中期であり、1966年の大雨での氾濫の際、災害復旧工事のため補助金申請書を出すことになった当時の担当職員が「ヤンケナイ川」を通称名であった「ヤリキレナイ川」と表記したことを契機に急速に定着した。この和人や日本語話者から見て奇妙な名称により多くのバラエティ番組で紹介されるようになった。
ヤリキレナイ川の氾濫防止のため、2001年より夕張川合流点上流0.1km地点から2.2kmの区間の河道を掘削し、河積の拡大を行っている。

## 扱われた番組
クイズダービー
三択問題で出題された。
探偵!ナイトスクープ
2002年1月11日放送。桂小枝が「ヤリキレナイ川は何がヤリキレナイのか?」というテーマで調査を行った。
トリビアの泉
2003年1月6日放送。「北海道にはヤリキレナイ川という川がある」と紹介され、107へぇを獲得した。40年前の1963年当時はザリガニが住んでいたが2003年現在は生物はいないこと、初めて公文書に登場したのは1965年頃で一級河川として記されていることも補足トリビアとして紹介された。
ヤリキレナイ川（テレビ番組）
2009年にTBSテレビで放送された「“やりきれない”エピソード」を募集するバラエティ番組。
藤岡みなみのおささらナイト
やりきれないエピソードを募集・紹介する「ヤリキレナイ川に流してすっきりしよう」コーナーが存在、後に前出のTBSの番組とのかぶりを勘案し「北海道の川（仮称）」に改称。
水曜どうでしょう
2019年12月13日、HTB公式アカウントが「#水曜どうでしょうもう忘れてやれよ大賞」 というハッシュタグにて、ヤリキレナイ川の看板前で落ち込むonちゃんの画像をTwitter上に投稿した。
投稿!特ホウ王国
笑いの金メダル